# Gärds Köpinge
Gärds Köpinge est une localité suédoise située dans la commune de Kristianstad en Scanie.
Sa population était de 924 habitants en 2019.